# Леопард Дуала
«Леопард Дуала» (фр. Léopard Douala) — камерунский футбольный клуб из города Дуала, выступающий во втором дивизионе Камеруна.

## История
Клуб основан в 1940 году в Дуале, которая тогда являлась частью Французского Камеруна. Первоначально команда именовалась как «Дьябль Нуар Дейдо», но впоследствии стала известна под названием «Леопард Дуала».
В колониальную эпоху проводился территориальный чемпионат Камеруна, где «Леопард» в сезоне 1947/48 дошёл до финала, но уступил «Кайману» (1:2). Команда также уступала «Кайману» в финале чемпионата Вури (1953/54) и на турнире Центрального района (1955/56). Также три раза «Леопард» играл в финалах различных кубковых камерунских турнирах (1942, 1956, 1957).
После провозглашения независимости Камеруна начал разыгрываться собственный национальный чемпионат. Дважды «леопарды» становились чемпионами Камеруна (1971/72, 1972/73). В 1993 году команда дошла до финала Кубка Камеруна, но уступила в решающем матче «Канон Яунде» (0:2).
На всеафриканском уровне команда выступила в 1973 году в рамках Африканского Кубка чемпионов, сумев дойти до полуфинала, проиграв там заирской «Вите», будущему победителю турнира.
Последний раз в чемпионате Камеруна «Леопард» сыграл в 1999 году. В 2009 году команда стала победителем прибрежной региональной лиги. По состоянию на сезон 2023/24 команда являлась участником второго дивизиона, где заняла 16 место.
В составе команды в разное время играли футболисты, имеющие опыт выступления за национальную сборную Камеруна, такие как Роже Милла, Эфрам М’Бом и Франсуа Н'Думбе.

## Достижения
- Чемпион Камеруна: 1972, 1973, 1974
- Финалист Кубка Камеруна: 1993

## Континентальный турнир
| Сезон | Турнир                      | Этап       | Соперник | Дома | Гости | Общий |
| ----- | --------------------------- | ---------- | -------- | ---- | ----- | ----- |
| 1973  | Африканский Кубок чемпионов | второй     | КАРА     | 2-0  | 0-1   | 2-1   |
| 1973  | Африканский Кубок чемпионов | 1/4 финала | Хафия    | 4-2  | 2-3   | 6-5   |
| 1973  | Африканский Кубок чемпионов | 1/2 финала | Вита     | 3-1  | 0-3   | 3-4   |